# Костёл Пресвятой Девы Марии (Баку)
Костёл Пресвятой Девы Марии — католический храм, некогда располагавшийся в городе Баку, на пересечении Меркурьевской (ныне — улица Зарифы Алиевой) и Каспийской (ныне — улица Рашида Бейбутова) улиц. Был построен в 1912 году по проекту польского архитектора Иосифа Плошко. Снесён в 30-х годах XX века.

## История храма
Проект костёла был разработан Иосифом Плошко в 1909 году. Средства на строительства собора жертвовала главным образом семья Рыльских, нефтепромышленников польского происхождения, а также основоположник добычи нефти из-под дна Каспийского моря Витольд Згленицкий. В 1912 году строительство храма завершилось. Поскольку главными жертвователями и прихожанами храма были в основном поляки, в народе костёл назывался «польским». Место же, в котором располагался храм, считалось в народе престижным.
После установления советской власти в Азербайджане в 1920 году началась борьба большевиков с религией. Костёл Пресвятой Девы Марии превратился в мишень для нового правительства наряду с храмами других конфессий — собором Александра Невского и Биби-Эйбатской мечетью. В 30-х годах костёл был снесён.
В 1948 году на месте храма по проекту архитектора Гасана Меджидова был построен Дворец культуры имени Ф. Э. Дзержинского (ныне — Центр культуры Службы государственной безопасности).

## Архитектура
Бакинский костёл Пресвятой Девы Марии был построен в стиле псевдоготики. Его проект отличался от архитектуры ряда готических соборов Польши. Тем не менее, Плошко удалось отразить в архитектуре храма характерные черты польской готики. От французской и английской готики её отличало отсутствие особой пышности и богатства декоративных форм.
Главный фасад костёла был выполнен в виде пластичной двухбашенной композиции. Силуэт храма с гранёными, открытого типа башнями, по словам историка архитектуры Шамиля Фатуллаева, был хорошо определён. Кровлю башен украшали краббы. В нижней части фасада здания выделялась строгая пластичность рисунка. Фасад был дополнен порталом и окном-розой, которая, как отмечает Фатуллаев, была «уместно включена в общую композицию».

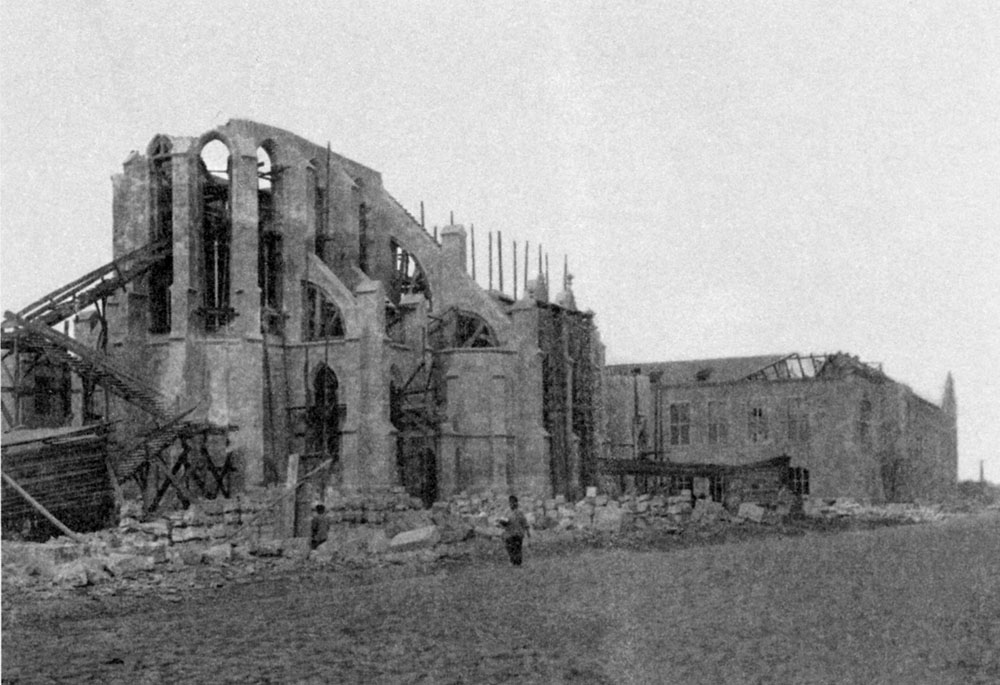
Строительство храма
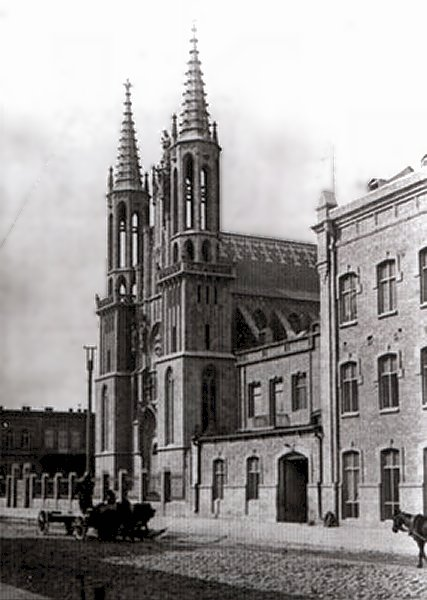
Вид со стороны Каспийской улицы
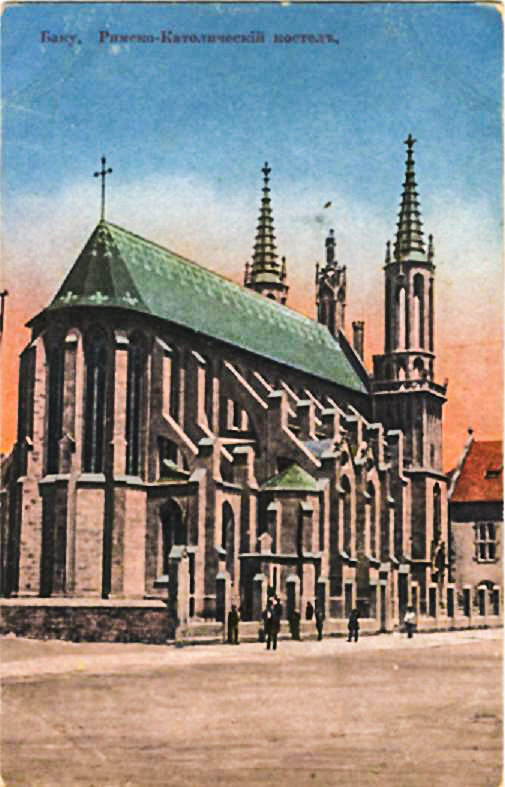
На почтовой открытке Российской империи